# Пригородный (Кировская область)
 Пригородный  — посёлок в Кирово-Чепецком районе Кировской области в составе Чепецкого сельского поселения.

## География
Расположен у юго-западной границы города Кирово-Чепецк у дороги Киров-Кирово-Чепецк.

## История
Известен с 1978 года. В 1989 году 1433 жителя. Ранее на этом месте находилась деревня Ряби.

## Население
Постоянное население составляло 768 человек (русские 96%) в 2002 году, 678 в 2010.